# Cao Thăng Thái
Cao Thăng Thái (chữ Hán: 高昇泰, ?－1096) là vị hoàng đế duy nhất của vương triều Đại Trung trong lịch sử Trung Quốc. Tuy vương triều Đại Trung rất ngắn ngủi, trong khoảng 2 năm, nhưng đã phân lịch sử Vương quốc Đại Lý làm 2 thời kỳ: Tiền Đại Lý (937-1094) và Hậu Đại Lý (1096-1253).

## Trong lịch sử
Gia tộc họ Cao là thủ lĩnh lâu đời của các bộ tộc lớn tại Điền Đông (nay thuộc Côn Minh). Sau khi Đoàn Tư Bình, lập nên Vương quốc Đại Lý, gia tộc họ Cao cũng trở thành một trong những gia tộc nắm giữ những vị trí quan trọng trong triều đình Đại Lý, được kế thừa tước vị Thiện Xiển hầu.
Năm 1080, Dương Nghĩa Trinh, một hậu duệ của hoàng tộc Đại Nghĩa Ninh của Vương quốc Nam Chiếu trước kia, đã nổi loạn, giết chết hoàng đế Đại Lý Đoàn Liêm Nghĩa, cướp lại ngôi vị. Thiện Xiển hầu bấy giờ là Cao Trí Thăng cùng con trai là Cao Thăng Thái thống lãnh binh mã của 37 bộ lạc ở Điền Đông xuất binh tiêu diệt Dương Nghĩa Trinh, tôn lập Đoàn Thọ Huy lên ngôi. Tuy nhiên, chỉ 1 năm sau, năm 1081, cha con Cao Trí Thăng và Cao Thăng Thái bức ép Thượng Minh đế Đoàn Thọ Huy thoái vị xuất gia, tôn lập Đoàn Chính Minh kế thừa ngôi vị.
Do công tôn lập, Cao Trí Thăng được phong Tướng quốc, Cao Thăng Thái kế thừa tước vị Thiện Xiển hầu của cha. Tuy nhiên, chỉ 13 năm sau, năm 1094, Cao Thăng Thái lại ép Đoàn Chính Minh thoái vị xuất gia, nhường ngôi lại cho mình. Cao Thăng Thái lên ngôi hoàng đế, đặt niên hiệu là Thượng Trị, cải quốc hiệu là Đại Trung.
Nhưng chỉ sau 2 năm, Cao Thăng Thái lâm bệnh nặng. Nhân cơ hội này, các bộ tộc từng ủng hộ gia tộc họ Cao trong việc dẹp loạn và phế lập lại nổi loạn. Cao Thăng Thái trước khi chết đã dặn con là Cao Thái Minh hoàn trả ngôi vị lại cho họ Đoàn. Tuân theo sách lược này, Cao Thái Minh tôn lập em của Đoàn Chính Minh là Đoàn Chính Thuần lên ngôi vua Đại Lý, nhờ đó liên kết lại thế lực dẹp loạn 37 bộ tộc, được giữ lại ngôi vị Tướng quốc. Do việc hoàn vị này, khi Đoàn Chính Thuần lên ngôi, đã tôn gọi Cao Thăng Thái là Cao Quốc chủ, truy thụy hiệu là Phú Hữu Thánh Đức Biểu Chính Hoàng đế.

## Trong văn học
Cao Thăng Thái được nhà văn Kim Dung tiểu thuyết hóa thành một nhân vật trong tiểu thuyết kiếm hiệp Thiên long bát bộ. Trái với lịch sử, ông được mô tả là một trung thần Đại Lý, nhiều lần phò trợ cho Đoàn Chính Minh và Đoàn Chính Thuần.